# Primera División 1972-1973 (hockey su pista)
La Primera Division 1972-1973 è stata la 4ª edizione del torneo di secondo livello del campionato spagnolo di hockey su pista. La competizione è iniziata il 15 ottobre 1972 e si è conclusa il 1º aprile 1973.
Il torneo è stato vinto dal Vilanova davanti al Vic; le due squadre furono promosse in División de Honor per la stagione successiva. Dopo i play-out furono promosse anche il Caldes e il Montemar.

## Squadre partecipanti
| Club       | Città                  | Impianto | Stagione precedente                  |
| ---------- | ---------------------- | -------- | ------------------------------------ |
| Barcino    | Barcellona             |          | 8º in Primera División               |
| Caldes     | Caldes de Montbui      |          | 4º in Primera División               |
| Cibeles    | Oviedo                 |          | 6º in Primera División               |
| CP Claret  | Siviglia               |          | 10º in Primera División              |
| Coma Cros  | Salt                   |          | 7º in Primera División               |
| Laietano   | Barcellona             |          | In Segunda División, promosso        |
| Mieres     | Mieres                 |          | In Segunda División, promosso        |
| Montemar   | Alicante               |          | 13º in División de Honor, retrocesso |
| Pilaristas | Madrid                 |          | 9º in Primera División               |
| Vic        | Vic                    |          | 3º in Primera División               |
| Vilafranca | Vilafranca del Penedès |          | In Segunda División, promosso        |
| Vilanova   | Vilanova i la Geltrú   |          | 5º in Primera División               |

## Classifica finale
|  | Pos. | Squadra    | Pt | G  | V  | N | P  | GF  | GS  | DR  |
|  | ---- | ---------- | -- | -- | -- | - | -- | --- | --- | --- |
|  | 1.   | Vilanova   | 33 | 22 | 16 | 1 | 5  | 107 | 73  | +24 |
|  | 2.   | Vic        | 31 | 22 | 15 | 1 | 6  | 91  | 59  | +32 |
|  | 3.   | Caldes     | 31 | 22 | 13 | 5 | 4  | 99  | 70  | +29 |
|  | 4.   | Montemar   | 26 | 22 | 11 | 4 | 7  | 101 | 85  | +16 |
|  | 5.   | Laietano   | 24 | 22 | 10 | 4 | 8  | 74  | 76  | -2  |
|  | 6.   | Barcino    | 23 | 22 | 10 | 3 | 9  | 88  | 74  | +14 |
|  | 7.   | Vilafranca | 21 | 22 | 9  | 3 | 10 | 95  | 108 | -13 |
|  | 8.   | CP Claret  | 20 | 22 | 7  | 6 | 9  | 101 | 105 | -4  |
|  | 9.   | Mieres     | 17 | 22 | 8  | 1 | 13 | 72  | 97  | -25 |
|  | 10.  | Cibeles    | 17 | 22 | 8  | 1 | 13 | 91  | 95  | -4  |
|  | 11.  | Coma Cros  | 16 | 22 | 7  | 2 | 13 | 75  | 96  | -21 |
|  | 12.  | Pilaristas | 5  | 22 | 1  | 3 | 18 | 81  | 127 | -46 |

Legenda:
      Promosso in División de Honor 1972-1973.
  Partecipa ai play-out.
      Retrocesse in Segunda Division 1972-1973.
Note:
Due punti a vittoria, uno a pareggio, zero a sconfitta.

## Verdetti
|  | Verdetto                       | Club                         |
|  | ------------------------------ | ---------------------------- |
|  | Promosse in División de Honor  | Vilanova Vic Caldes Montemar |
|  | Retrocesse in Segunda Division | Coma Cros Pilaristas         |